# Dungeness-fok

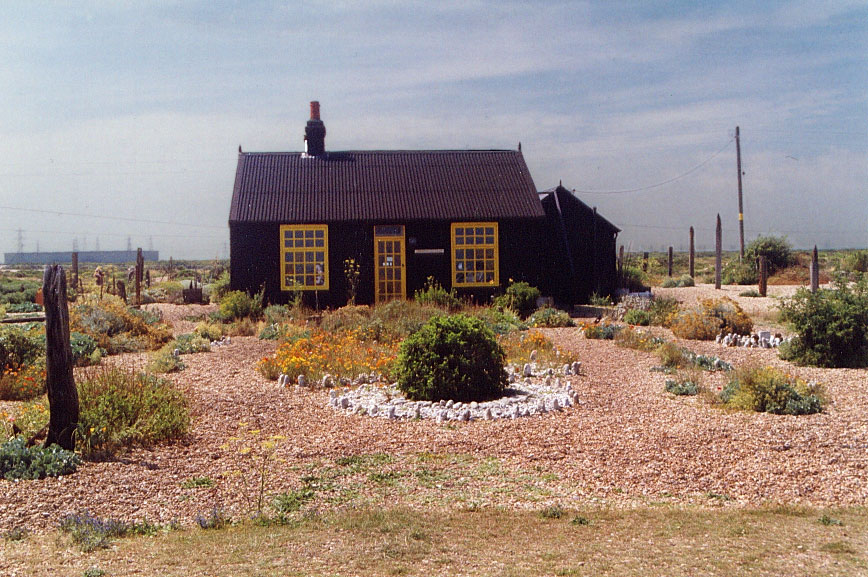
Derek Jarman filmrendező egykori dungenessi otthona, a Prospect Cottage

A Dungeness-fok az alacsony fekvésű egykori mocsárvidék, a Romney Marsh háromszög alakú, a La Manche vizébe nyúló kiszögellése Anglia délkeleti partjainál, Kent megyében.  Az Északi-tengert a La Manche-tól elválasztó Doveri-szorostól 30 kilométerre délnyugatra található. Sajátos geomorfológiai adottságainak – itt található a Föld egyik leghosszabban elterülő kavicspartja –, valamint növény- és állatvilágának köszönhetően természetvédelem alatt álló terület. A parttal párhuzamosan húzódó, elszórt házcsoportokból álló falu neve szintén Dungeness, de a fok területén található két nagyobb település is: New Romney (6953 fő, 2001) és Lydd (5782 fő, 2001).

## Földrajza
A Dungeness-fok földtani értelemben fiatalnak számít, felszíne a mezozoikumban alakult ki, de partvonala a legutóbbi időkben is változik, a tenger folyamatosan építi a kavicspartot. További recens változásokat hozott a környező mocsárvidék lecsapolása és mezőgazdasági művelés alá vonása. Mintegy hatszáz növényfaj honos a területen, emellett számottevő ízeltlábú-populációja is (molylepkék, méhek, pókok), illetve a brakkvízzel vagy édesvízzel feltöltődött part menti bányatavak számos költöző és itt fészkelő madárnak nyújtanak otthont.

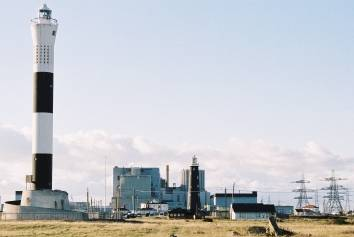
Az 1961-ben épült dungenessi világítótorony az atomerőművel

A korábban érintetlen, majd a lecsapolást követően megművelt Dungeness vidéke napjainkban különféle környezeti terheléseknek van kitéve. 1928–1930 között a fok keleti részén épültek ki a Brit Királyi Légierő akusztikus tükrei, voltaképpen a hanghullámokat befogó és felerősítő hatalmas betontömbök (Denge bázis). A ma is álló objektumok feladata egy a kontinens felől érkező esetleges légi támadás időben való észlelése volt. A szomszédságában épült ki a 20. század második felében a Lyddi repülőtér (Lydd Airport).
1965-ben ugyancsak itt épült fel a dungenessi atomerőmű első reaktora (1983-ban ezt követte a második). Sajátságos a helyiek által The Patch néven ismert parti rész, ahol a közeli atomerőműből kieresztett, felforrósodott hűtővíz a tengerbe ömlik. A magasabb hőmérsékletű víz egyfelől a biológiai produktivitásnak kedvez, másfelől a vízimadarak kedvelt halászóhelyévé vált. Az ökoszisztémát potenciálisan veszélyeztetik a Lyddi repülőteret érintő beruházási tervek is, amelyek keretében a kifutópályák meghosszabbítására kerülne sor, hogy a létesítmény nagyobb utasszállító gépek fogadására is alkalmas legyen.

## Története
A tengeri navigáció szempontjából a Dungeness-fok hagyományosan fontos tájékozódási pont volt. Első világítótornya 1615-ben épült fel, amelyet a partvonal változásai – a kavicspart folyamatos épülése – miatt 1635-ben, 1792-ben, 1901-ben, legvégül 1961-ben további világítótornyok követtek. Ez utóbbi ma is működik, s áll még az 1901-ben épített Old Lighthouse (’Régi Világítotorony’), amely a turisták által is látogatható kilátóként funkcionál.
A partvidéki részen, elszórt házcsoportokból álló, jellemzően halászok lakta település, Dungeness legismertebb épülete a Prospect Cottage: itt élt élete utolsó szakaszában Derek Jarman filmrendező.

## Fordítás
- Ez a szócikk részben vagy egészben angol  Dungeness (headland) című a Wikipédia-szócikk ezen változatának fordításán alapul.  Az eredeti cikk szerkesztőit annak laptörténete sorolja fel. Ez a jelzés csupán a megfogalmazás eredetét és a szerzői jogokat jelzi, nem szolgál a cikkben szereplő információk forrásmegjelöléseként.